# Pájara

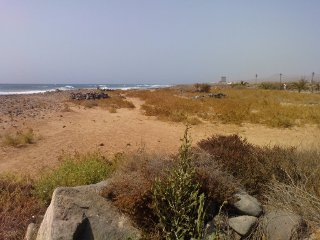
Typisk xerofytisk vegetation i Pájara och på Fuerteventura.

Pájara är en kommun i Spanien. Den ligger i den autonoma regionen Kanarieöarna i sydvästra delen av landet, 1 700 km sydväst om huvudstaden Madrid. Antalet invånare är 21 614 (2024). Pájara ligger på ön Fuerteventura.

## Geologi
Fuerteventura är den äldsta av Kanarieöarna och skapades för 20 miljoner år sedan av ett vulkanutbrott i Canary hotspot. Det sista utbrottet skedde för mellan 4 000 och 5 000 år sedan. Den högsta punkten i Pájara och på Fuerteventura är Pico de la Zarza (807 m).

## Kyrkan Nuestra Señora de Regla i Pájara

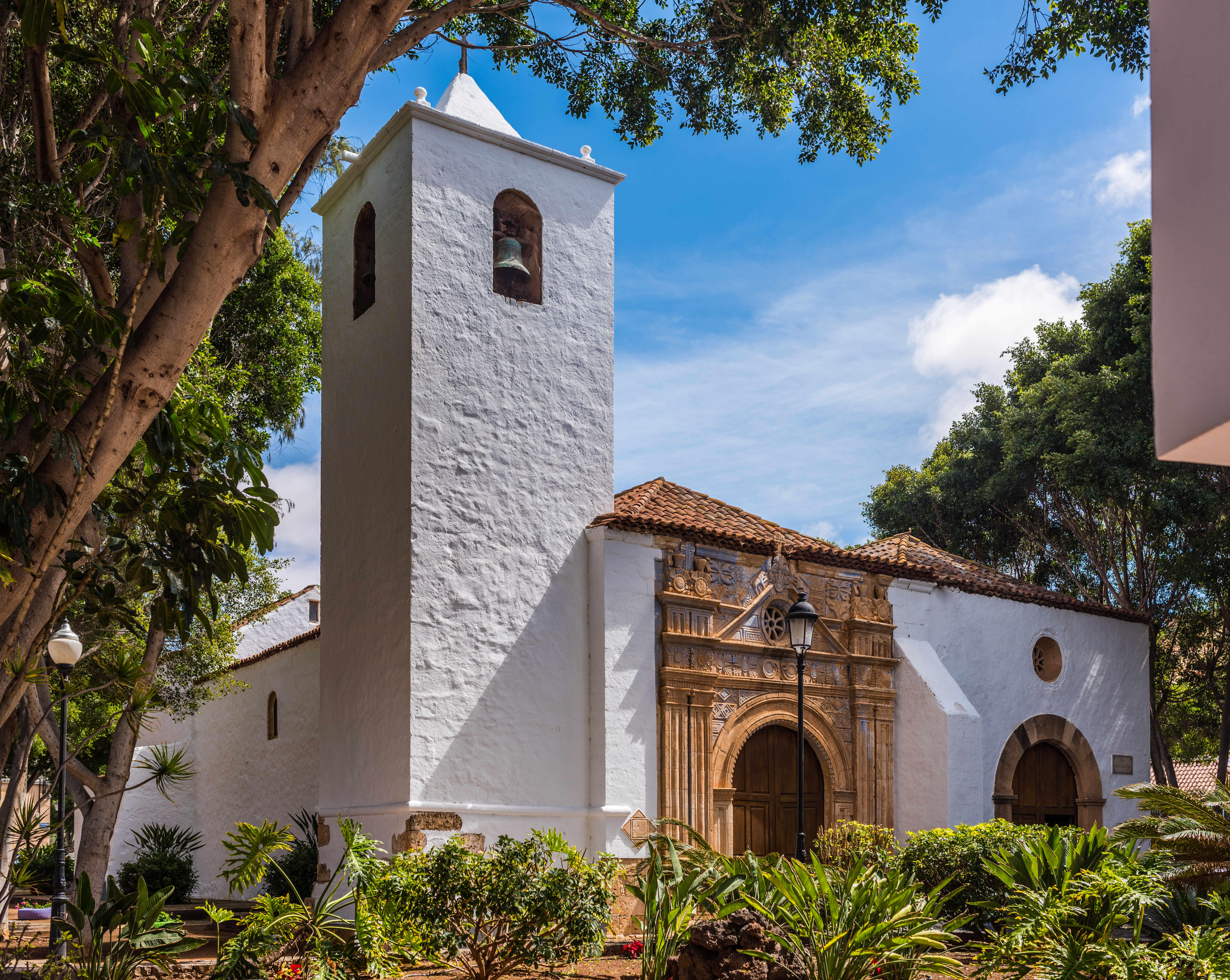
Kyrkan Nuestra Señora de Regla i Pájara
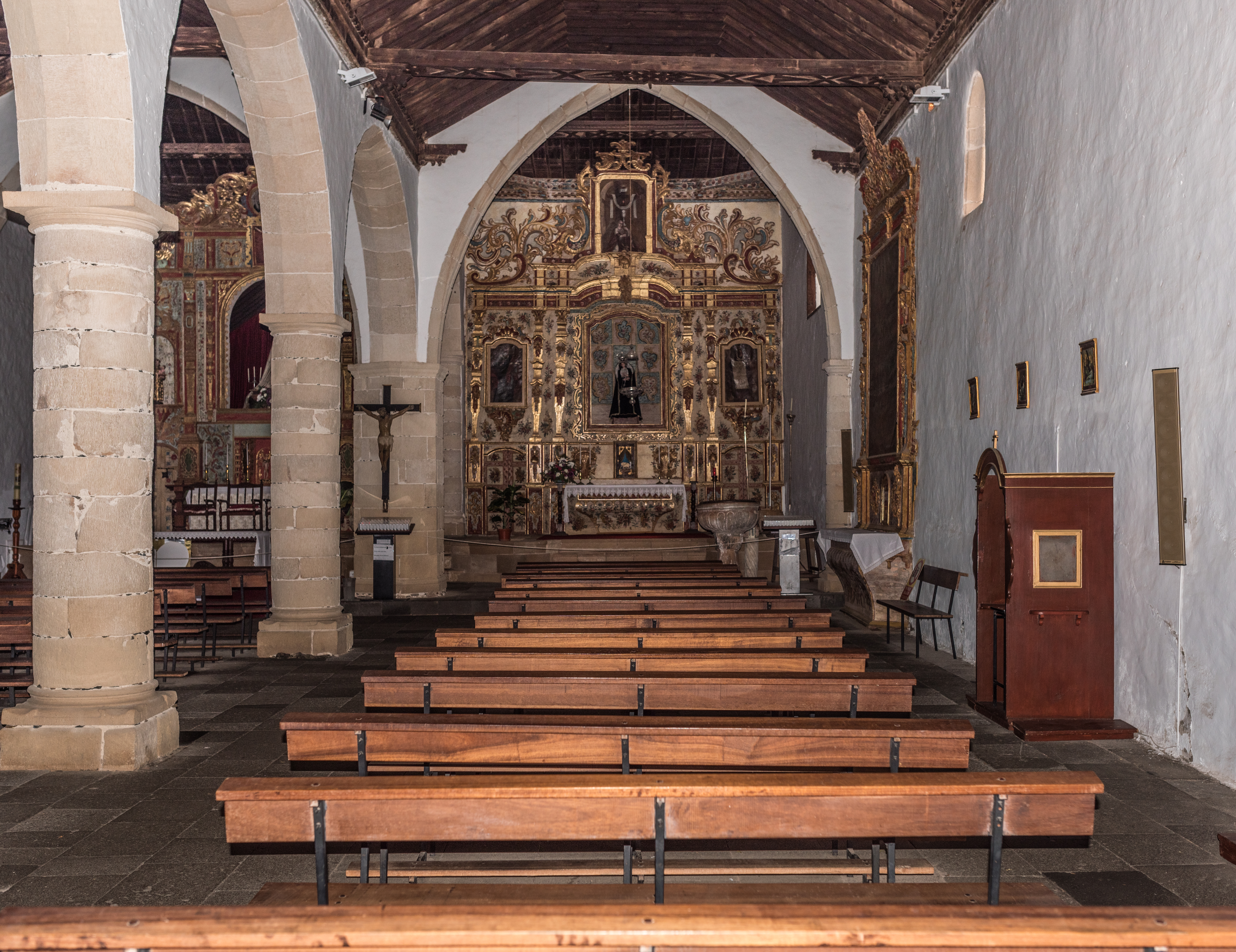
Interiör i kyrkan Nuestra Señora de Regla i Pájara
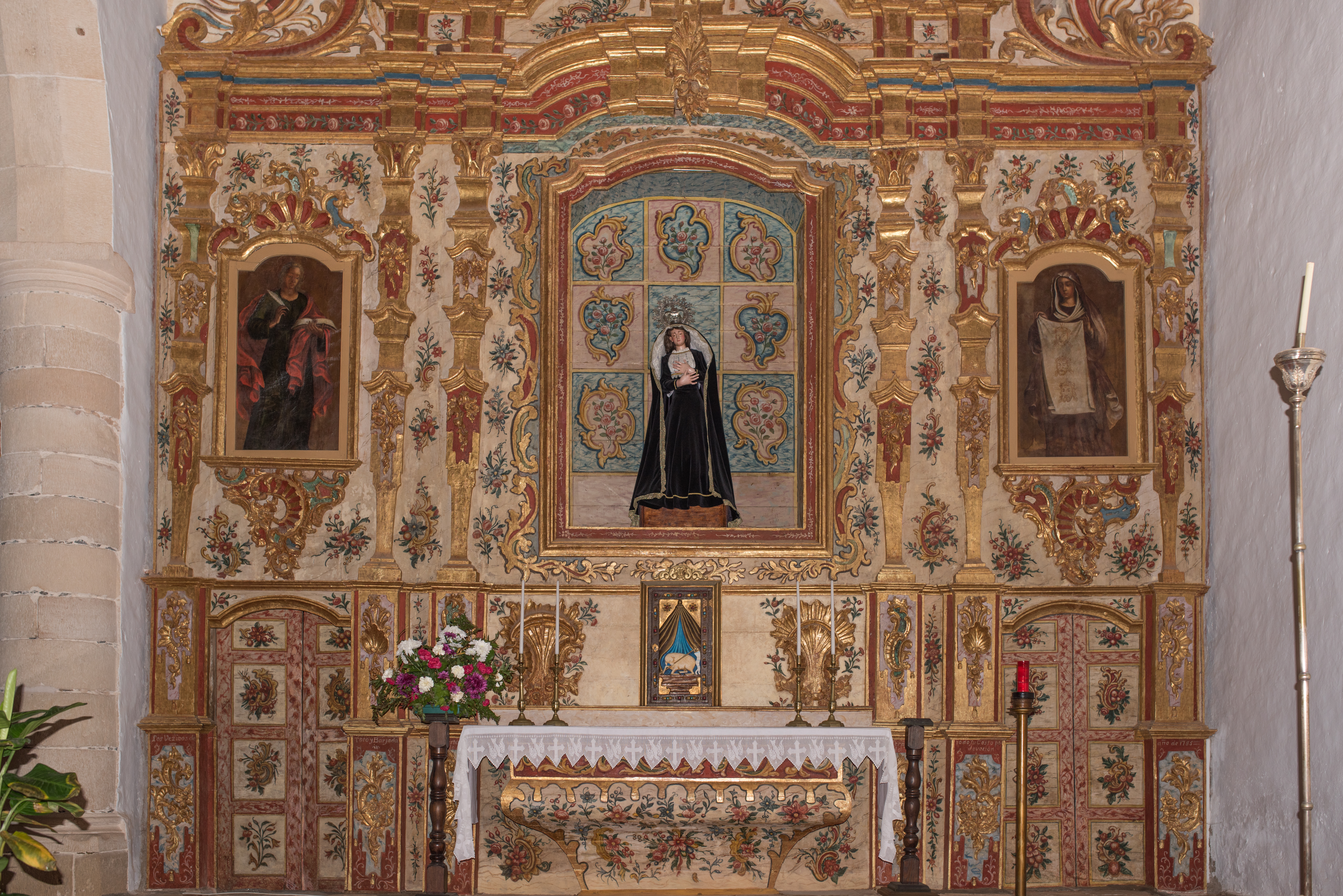
Detalj av interiör i kyrkan Nuestra Señora de Regla i Pájara

## Galleri

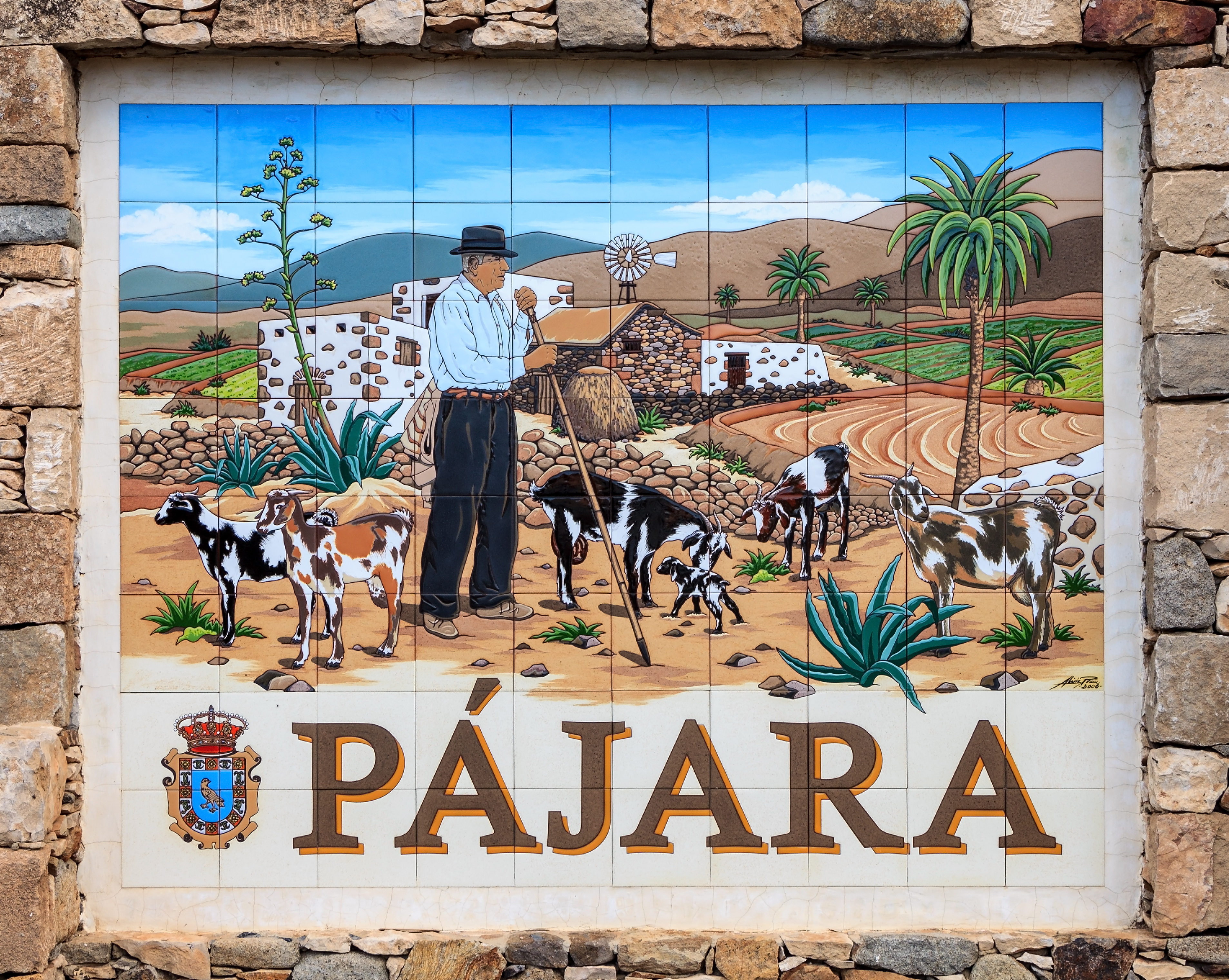
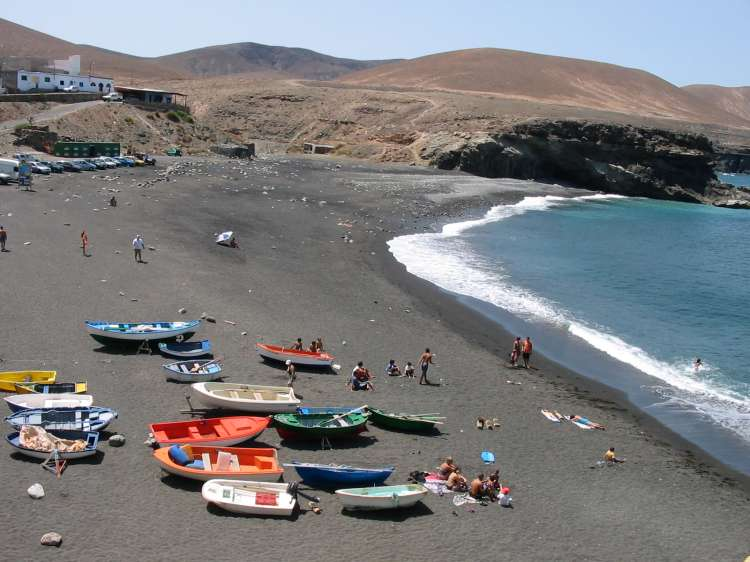
Strand i Ajuy
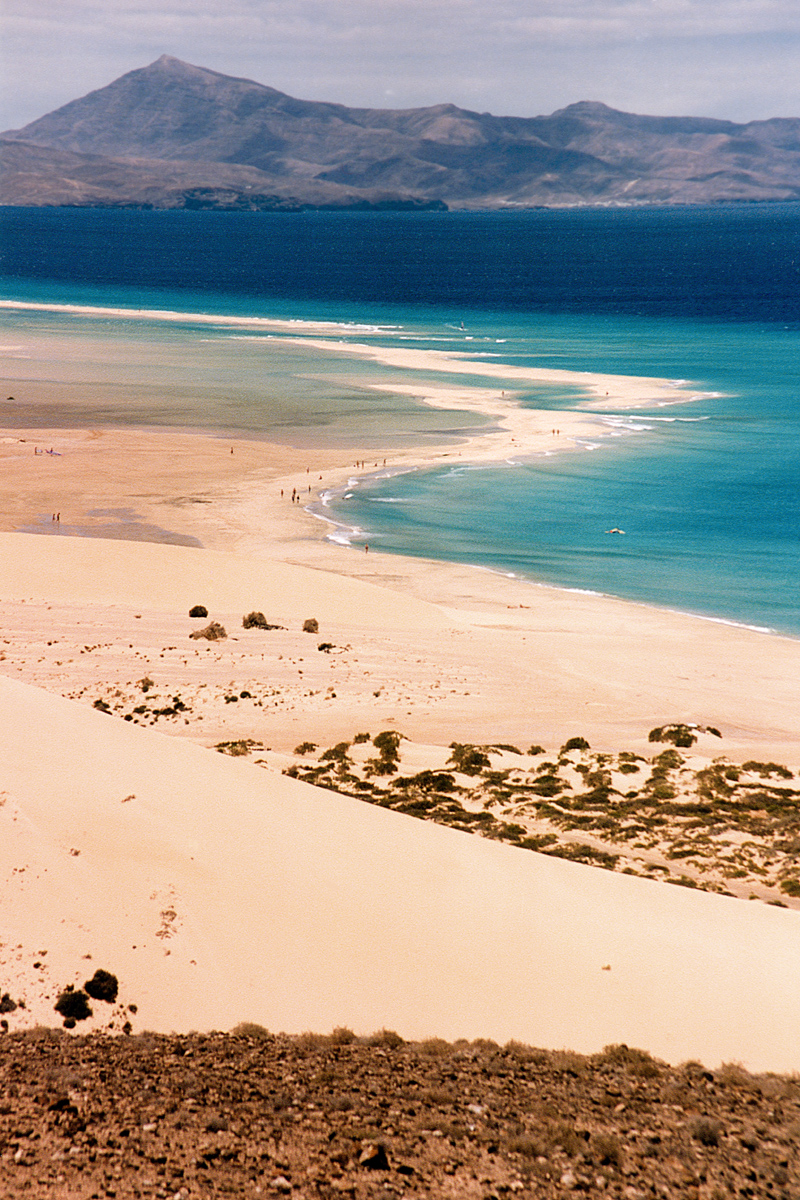
Strand i El Cofete
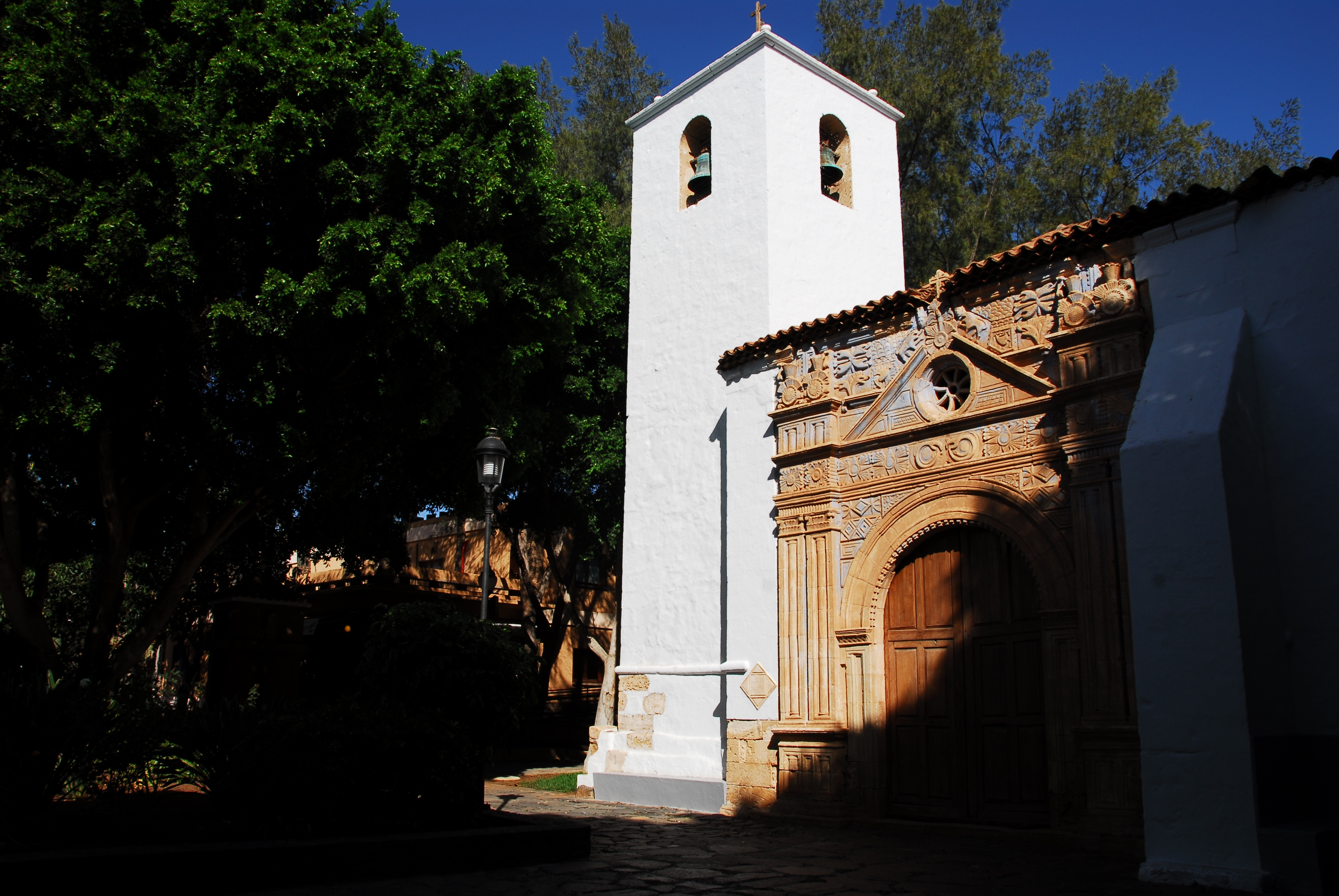
Nuestra Señora de Regla Kyrka, Pájara
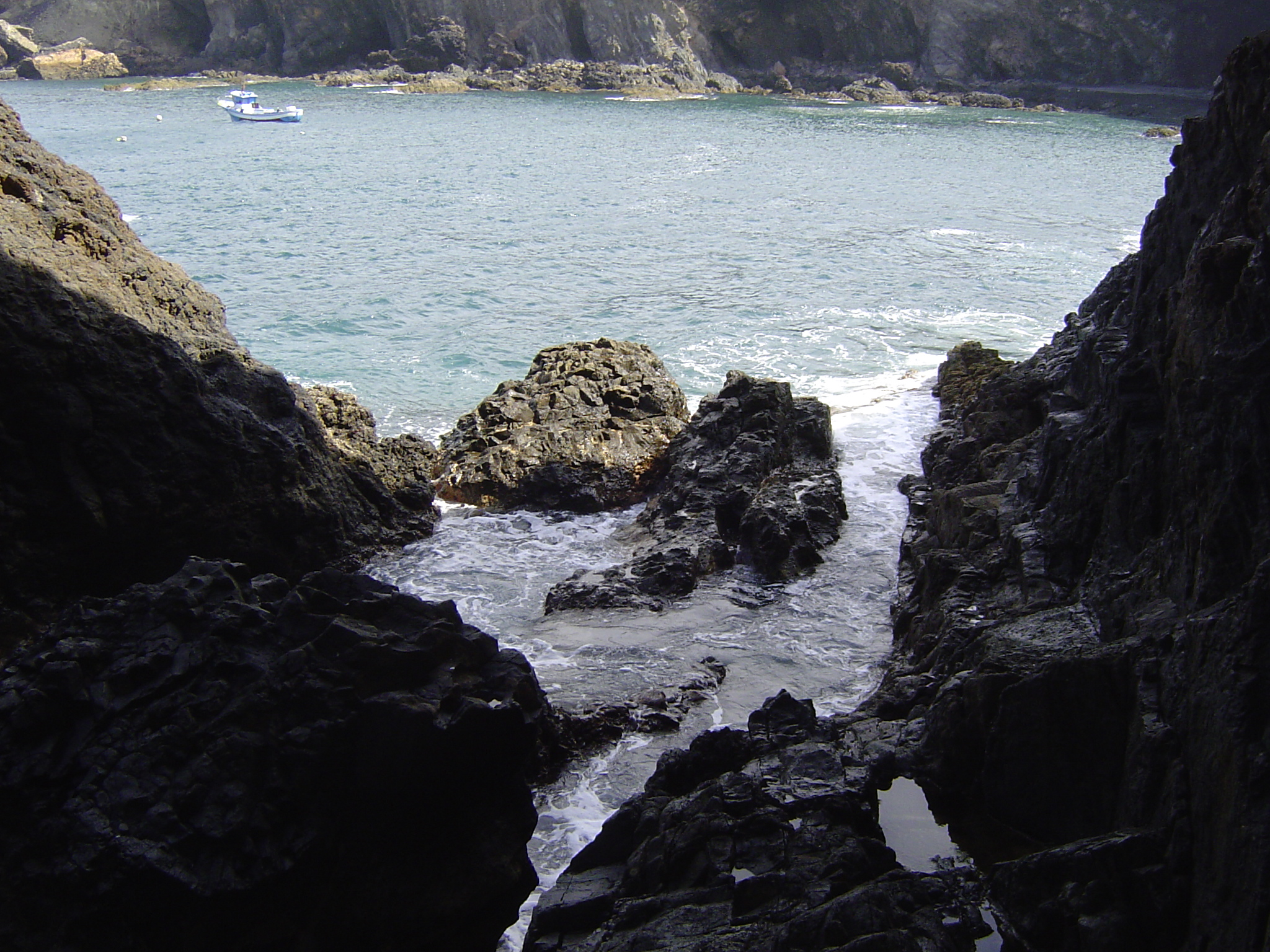
Caleta Negra strand